# Pânico na Band
Pânico na Band foi um programa de televisão humorístico brasileiro exibido originalmente pela Band entre os dias 1 de abril de 2012 e 31 de dezembro de 2017, produzido numa parceria entre a Band e a Jovem Pan, sendo esta última a detentora do formato da atração. Esta é a segunda versão televisiva do programa radiofônico Pânico, sucedendo ao Pânico na TV, que foi exibido pela RedeTV! entre 2003 e 2012.
A cada ano, o programa ganhava uma nova temporada cheia de novidades, sendo que a primeira estreou em 1.º de abril de 2012, a segunda em 17 de fevereiro de 2013 e a terceira na noite de 16 de fevereiro de 2014. A quarta temporada estreou em 22 de fevereiro de 2015, a quinta estreou em 31 de janeiro de 2016, e a sexta estreou em 5 de fevereiro de 2017.

## Formato
O Pânico na Band tinha o mesmo formato do antigo Pânico na TV, criado em 2003 após os membros do programa de rádio nacional homônimo almejarem uma maior divulgação da atração. Oficialmente, foi idealizado por Tutinha, presidente da rádio Jovem Pan. Ancorado e narrado por Emílio Surita, o programa contava com a presença de Marcos Chiesa, Rodrigo Scarpa, Márvio Lúcio, Evandro Santo, entre outros integrantes do elenco.

## História

### 2012: Mudança da RedeTV! para a Rede Bandeirantes
As especulações da vinda da equipe do Pânico à Band começaram no fim de 2011, quando a insatisfação na RedeTV! ficou clara, devido aos frequentes atrasos nos salários; porém, esta especulação pareceu não avançar naquele momento, e deu a entender que eles continuariam na emissora. Mas, em 16 de fevereiro de 2012, a equipe do Pânico assinou contrato com a rede do Morumbi. Segundo o dono da Jovem Pan e dos direitos do programa, Antônio Augusto Amaral de Carvalho Filho, o Tutinha, o fechamento do contrato durou apenas 24 horas – sem haver negociações prévias. Alguns integrantes do elenco, como Sabrina Sato, Eduardo Sterblitch e Wellington Muniz que tinha contrato com a RedeTV!, tiveram seus contratos rescindidos automaticamente podendo ir para a Band sem multa contratual.
A estreia do humorístico na nova emissora – agora chamado de Pânico na Band – se deu em 1 de abril, como parte da programação 2012 da Band. No dia 24 de fevereiro de 2012, o apresentador do programa, Emílio Surita, e o diretor do programa, Allan Rapp, confirmaram a contratação do humorista Guilherme Santana, que estava no elenco do programa Comédia MTV, na MTV Brasil.
Na noite de 12 de março de 2012 a turma do Pânico fez uma participação especial no programa CQC para promover a atração que estrearia na noite de 1 de abril, os dois programas simularam um debate para decidir qual programa era o melhor.

### 1.ª temporada (2012)

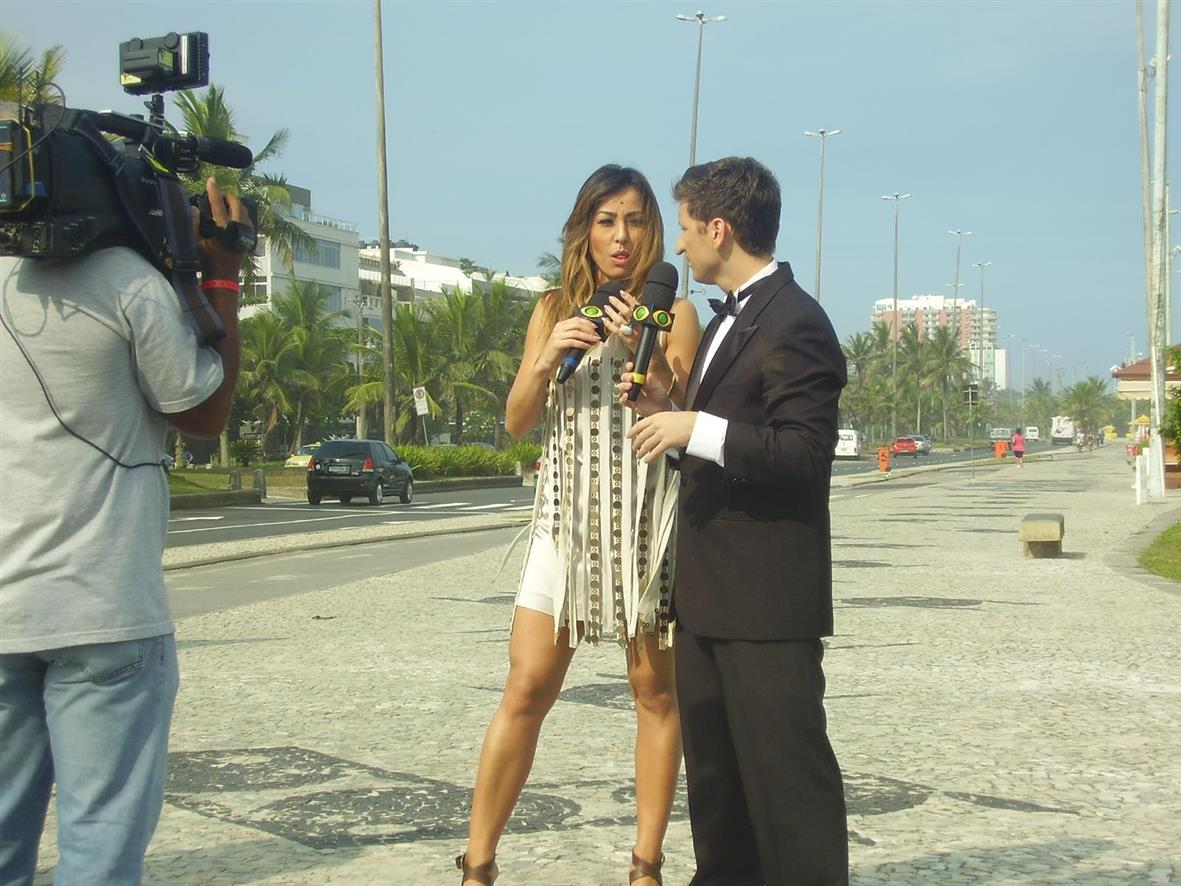
Sabrina Sato e Daniel Zukerman em uma gravação para o Pânico na Band em 2012

O primeiro quadro do programa que foi ao ar, era o "Prainha Gente Fina" onde o elenco do programa ia às praias do Brasil fazer entrevistas com humor. Durante o quadro, eram exibidas algumas brincadeiras com os banhistas e as pessoas que passavam andando pela praia. Quando era exibido os quadros "Ibiza" e "Spring Break", o "Prainha Gente Fina" não era exibido. Outro quadro era "O Maior Arregão do Mundo", onde o elenco do programa tinha que topar fazer desafios perigosos e radicais; aquele que não participasse da brincadeira recebia um ponto negativo e aquele que participasse, um ponto positivo.
O humorístico também fez sátiras do Jornal da Noite (aqui chamado "Jornal do Boris"). No quadro, Márvio Lúcio, o Carioca, interpretava o personagem principal do quadro, imitando o jornalista Boris Casoy. O quadro era semelhante ao extinto Jô Suado, na época da RedeTV!: na bancada, Boris recebia convidados fazendo piadas, e passando supostas notícias com humor. Após o sucesso do "Melhor Melhor do Mundo" (com Eduardo Sterblitch), o Pânico criou um novo quadro: o "Joguin da Verdade", onde o personagem Melhor Melhor do Mundo entrevistava duas pessoas, do elenco do Pânico. E fazia perguntas sobre a vida pessoal dela, se ela risse se dá como verdade, se não rir, se dá como mentira. O Pânico também lançou o "Troféu Joel Santana", onde Carioca interpretava o técnico Joel Santana dando aulas de inglês para os artistas. O quadro era "inspirado" no episódio em que Joel Santana, durante a Copa das Confederações de 2009 na África do Sul, tentou dar uma entrevista em inglês, mas acabou fracassando ao misturar palavras em português às respostas. Daniel Peixoto, o Alfinete, se disfarça de repórter de um canal de celebridades estrangeiro e vai entrevistar diversos artistas Brasileiros – em inglês, é claro: os erros de inglês são contados e formam um ranking, aquelas que erram menos recebem o troféu do quadro.
O quadro "Amaury Dumbo" continuava na atração, indo a festas e eventos com Os Prateados. Dessa vez, ele contava com a participação de Guilherme Santana nas matérias, interpretando Otário Mesquita (sátira de Otávio Mesquita). O Pânico também levava alguns de seus integrantes para cobrir o Spring Break, no México. E na época de julho eles iam a Ibiza, na Espanha. Mas no decorrer do programa, eles acabam indo a todo tipo de festas em vários países. O programa criou uma conta no Twitter dado como o nome de Bem Fudidex. Quando a conta chegava a 1 milhão de seguidores, o programa sorteava para um dos seguidores. O sorteio foi feito por Inri Cristo no palco.
A atração lançou o quadro "Academia de Panicats", onde todas deveriam cumprir provas dadas por Bolinha (Marcelo Picon), diretor de externas do programa. Alguma vezes faziam paródias de novelas e filmes com humor. Desde então, o programa veio tendo vários quadros diferentes, sempre com um toque de humor. O programa gerou um quadro de muito sucesso, que foi Avenida Barril sátira de Avenida Brasil telenovela exibida pela Rede Globo em 2012. O quadro trazia todo o elenco do programa satirizando os personagens da novela da Globo, porém bem diferente com muito humor. O mesmo aconteceu com um outro quadro, dessa vez, chamado Save George inspirada em Salve Jorge, semelhante a Avenida Barril. O Pânico continuou com o Pânico Futebol Clube vindo da RedeTV!. O elenco do quadro variava, quando era jogo do Santos, Ceará imitava Pelé, e ia com Nicole Bahls ao jogos do peixe. Quando era jogos do Palmeiras quem cobria era Marcos Chiesa, o Bola. Mais na maioria das vezes quem gravava a matéria era Alfinete, e Daniel Zukerman, nos jogos do Corinthians e São Paulo. Também lançaram o quadro Musas da Band onde os usuários das redes sociais opinavam e votavam, sobre quem era a mulher mais bonita que trabalhava no Grupo Bandeirantes. Quem venceu foi Nadja Haddad.

### 2.ª temporada (2013)

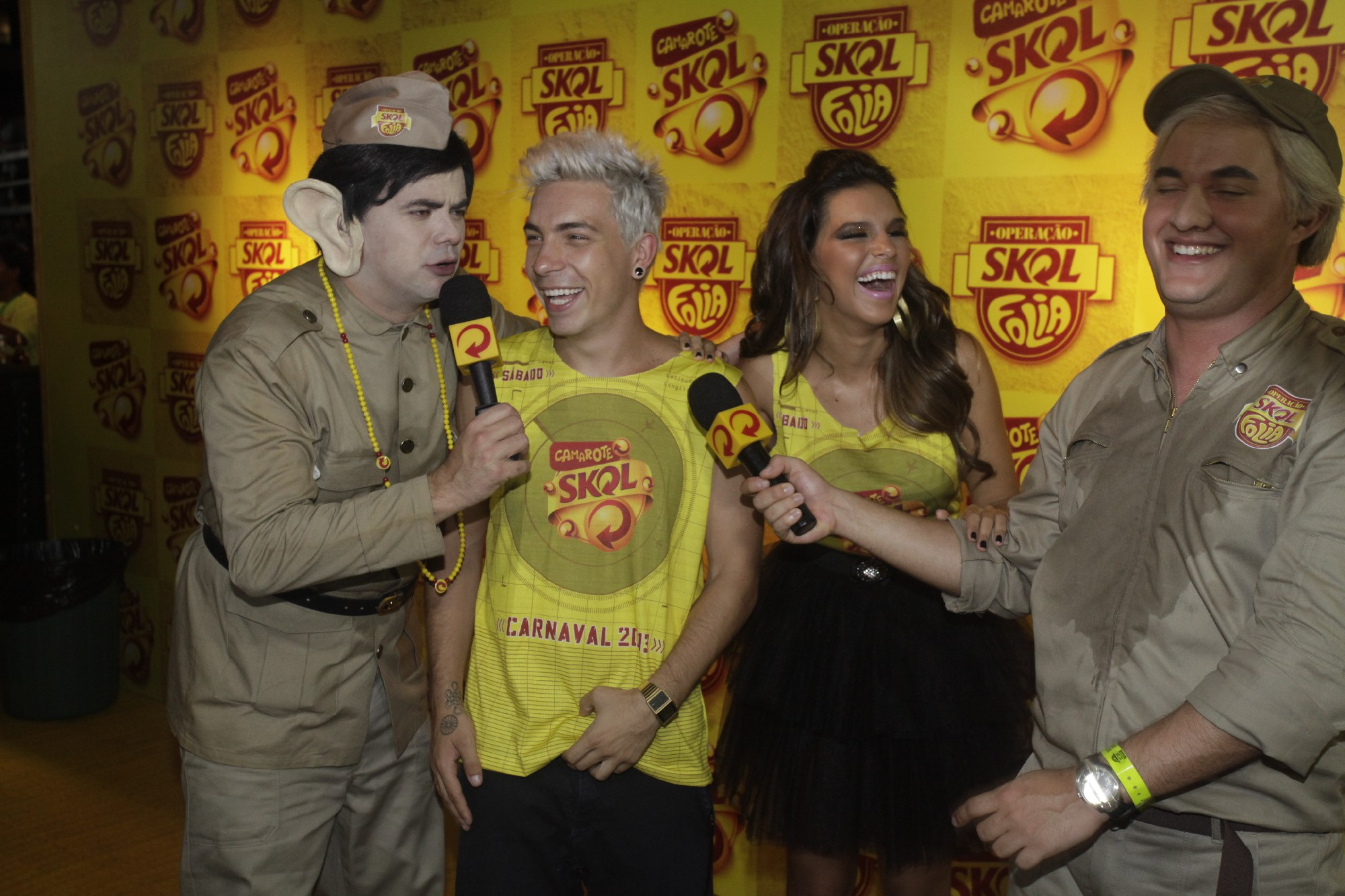
Márvio Lúcio e Guilherme Santana entrevistam Di Ferrero e Mariana Rios em 2013 no Carnaval de Salvador

Em 2013, o programa sofreu algumas mudanças no cenário, além de adotar um novo logotipo mais moderno. Com vários novos quadros e sem o "Jornal do Boris" que repercutiu de uma forma boa em 2012. Além disso, outros quadros também foram retirados, tais como "Prainha Gente Fina". Em 17 de fevereiro de 2013, estreia a segunda temporada do Pânico na Band, que rendeu mais uma multa à Band pelo uso não permitido da imagem de Silvio Santos.
A ex-panicat Nicole Bahls retornou ao programa no começo de abril para fazer parte do quadro de apresentadores da atração. No início de 2013, Nicole assinou contrato com a Rede Bandeirantes e passou a dividir espaço com a até então única apresentadora mulher da trupe, Sabrina Sato.
Um dos primeiros quadros exibidos em sua nova temporada foi A Turma do Marcelo Sem Dente onde Carioca interpretava Marcelo Sem Dente, paródia de Marcelo Rezende. Dentro deste quadro tinha outros, como Joguinho da Palavra semelhante ao jogo da forca porém sem nenhum nexo; Poderoso Castiga, que resolvia problemas de uma mulher que tinha aparelhos, ou parentes demoníacos; e o hipnotizador Fabio Cruentes, O Bem Dormido que sempre fazia brincadeiras com Guilherme Santana, tais como raspar o cabelo, e a sobrancelha. Ixxxkenta, sátira de Esquenta! programa dominical da Rede Globo, Ceará imitava Regina Casé que sempre recebe convidados satirizando artistas em um cenário improvisado, geralmente faziam paródia de músicas famosas de cantores. Quem Ri se Ferra entrou no lugar de O Maior Arregão do Mundo, onde seis participantes dividido em grupos de dois, assistiam uma atração engraçada feita no palco onde os participantes não podiam dar risada, no final era feita uma votação para ver quem irá pagar um castigo. Verdade Ou Mito? foi outra atração na temporada, semelhante ao "Dicas com Marcos Chiesa" que era exibido no antigo Pânico na TV porém reduzido. Bolinha testa em Bola se algumas pesquisas de cientistas são verdadeiras ou falsas. Semana em Pânico foi um quadro que não durou muito tempo na atração, Christian Pior dava as noticias da semana fazendo um comentário de humor no final, sempre recebendo um convidado especial. O Impostor continuou na segunda temporada, porém não mais como um quadro fixo. Pânico Testes que também não era quadro fixo, testava as pessoas na rua, por exemplo, o que elas fariam se encontrasse uma nota de cem na rua, ou algo do tipo.
No segundo semestre estreou o Funk Zica da Comunidade onde Sabrina Sato ia aos morros do Rio de Janeiro entrevistar os MCs, para concorrerem por um prêmio. Luan Sacana e Gustavo Lindo foi um quadro que terminou no segundo semestre desta temporada, onde Marcelo Ié Ié e Guilherme Santana iam em baladas noturnas para entrevistarem e "pegar" mulheres. Vovó Vida Loka, também foi um quadro do programa não fixo, em que Daniel Zukerman ia na casa da Vovó trollar ela, e seus netos. Os Rolês Mais Tops do Mundo, onde Vesgo e Daniel iam para o verão no México, foram na praia de Ibiza, e também para o festival Tomorrowland na Bélgica. Bola e Bolinha também era um quadro permanente onde eles trollavam as panicats.
Ao fim do quadro A Turma do Marcelo Sem Dente no meio do segundo semestre gerou uma pequena rivalidade entre Guilherme Santana e Edu, quando Guilherme surpreendeu a todos e fez a brincadeira que ele sofria de Eduardo no quadro. Na semana seguinte, Edu pediu para sair do quadro, e Carioca também. Depois disso, Guilherme e Edu começaram a disputar o Cinturão do Humor, em que criavam quadros diferentes, e o que fosse mais votado continuava na atração. Dentre eles foram: Pânico Santana, A Praça é Grossa, Jô Suado e É Nóis Cumpadi. Poderoso, acabou vencendo por quatro semana seguidas e continuou no programa, interpretado por Eduardo Sterblitch. O Pânico também lançou o "Pagode da Ofensa" onde um grupo de pagodeiros cantavam músicas ofendendo o pessoal que passava pelas praças na cidade de São Paulo. Um dos quadro que foi promovido foi "A Vingança dos Beagles" muito semelhante ao primeiro quadro do programa na RedeTV!, "A Hora da Morte".

#### Saída de Sabrina Sato, e ida para a RecordTV
Em dezembro de 2013, Sabrina Sato assina contrato com a Rede Record, depois de 10 anos no Pânico. A notícia de que a ida dela para a Record era confirmada saiu na noite de 6 de dezembro e explodiu no dia seguinte depois que vários colunistas passaram a confirmar a informação, o que a Record negou e, posteriormente, no dia 9 de dezembro, confirmou que havia uma "negociação avançada". Em meio ao bombardeio de especulações na imprensa, Sabrina trabalhou normalmente na edição de 8 de dezembro do Pânico, que fez brincadeira com a situação. Anunciou, durante todo o programa, que teria uma "bomba". No encerramento, exibiram a imagem de uma bomba explodindo. Aquela foi a última edição de Sabrina na atração, já que no domingo seguinte só apareceu no último episódio de um quadro que ela conduzia e em ações de merchandising previamente gravadas, ações publicitárias essas que ela seria responsável por 45% do faturamento de todo o Pânico na Band. Depois do término da segunda temporada em 15 de dezembro, Sabrina confirmou oficialmente seu desligamento da atração. Durante toda a semana anterior, diretores da Rede Bandeirantes e o dono do formato do Pânico tentaram convencer Sabrina Sato a não sair do programa, já que ela era uma das mais rentáveis da atração, talvez a mais rentável. Sem sucesso, os executivos acusaram a Record de negociar com Sabrina às escondidas, tanto é que teriam ficado sabendo da tal mudança somente pela imprensa. Criador e dono do formato do Pânico, Antônio Augusto Amaral de Carvalho Filho disse que "não imaginávamos que a Sabrina estivesse insatisfeita, com vontade de sair do Pânico, e que nunca imaginaríamos que a Sabrina fosse sair pela porta dos fundos'

### 3.ª temporada (2014)
Em 2014, o programa retornou com mais mudanças inovadoras e tecnológicas em relação as outras temporadas e, novamente adotou um novo logotipo mais colorido e moderno. Os quadros também foram alterados, como a "Turma do Marcelo Sem Dente", "Pânico Santana", "É Nóis Cumpadi" e "Poderoso" que deixaram a atração, já que estavam desgastados.
Para tentar se recuperar estrearam novos quadros, como já acontece com o Pânico a cada ano, alguns deles foram "Pânico na Onda" onde começou com as panicats e depois passaram a ser convidados famosos, cada um dos participantes tinham que competir entre si e ver quem passava mais tempo em cima de uma pequena prancha de surf, o quadro era realizado num parque aquático.
A "Copa Libertadores do Humor" realizou uma competição com os humoristas do elenco Márvio Lúcio e Guilherme Santana contra dois humoristas argentinos, os brasileiros imitavam alguma personalidade da mídia argentina e os argentinos algum brasileiro, aquele que fizesse as melhores imitações ganhariam no final um troféu.
A "Fazendinha Maldita" foi considerado o maior sucesso do ano. As panicats do elenco foram levadas para uma fazenda mal assombrada, onde na década XVIII serviu para escravidão e rituais. Na fazenda, elas tinham que realizar provas e desafios, por mais perigoso e nojento que fosse, no final do quadro a que tivesse o menor desempenho iria 'sair' do programa. A ex-panicat Dani Bolina foi a juíza das provas. No final do quadro, realizado na noite de 21 de dezembro de 2014, a panicat Mari Gonzalez foi a escolhida para sair, porém teve uma surpresa, sair do posto de panicat e ser promovida a repórter e apresentadora da atração.
O Talk-show nas Alturas entrevistava algum famoso dentro de um avião, a entrevista era sempre realizada por Daniel Zukerman. Para substituir o Jornal do Boris, veio o Jornal Dos Dois Echás.
Durante a Copa do Mundo foi exibido o Pânico Futebol Clube e Pânico Na Copa, mostrando as torcidas e tudo que rolava nos jogos, nas eleições foi ao ar o Debate do Pânico e Pânico Eleições, que sempre mostrava a agenda dos candidatos a presidência.
O Cê que sabe era exibido toda semana contando uma história de forma bem humorada com alguns integrantes, o público sempre era escolhido para definir o final da história com duas opções, pelo Twitter, sempre com desafios super produzidos e radicais.
Alguns quadros nem sempre eram apresentados toda semana e muitos saiam do ar rapidamente por conta da baixa repercussão.

### 4.ª temporada (2015)
Para tentar recuperar toda a queda que teve nos últimos anos, a atração veio com grandes novidades em sua quarta temporada.
Entraram no elenco: Tiririca, Solange Damasceno (Gaga de Ilhéus), Patrick Maia e a nova panicat Aline Mineiro; voltou Carlos Alberto da Silva (Mendigo) e saíram: Wellington Muniz (Ceará), Nicole Bahls e a panicat Renata Molinaro (Renatinha).
Mari Gonzalez passou a ser repórter e apresentadora do programa. A nova temporada estreou em 22 de fevereiro de 2015  e registrou índices superiores aos da temporada passada.
Foi implementado o quadro Bate ou Regaça, um quadro inspirado no programa Passa ou Repassa da SBT, a diferença que o quadro era uma versão onde fazia uma pergunta e quem errasse levava um soco na cara, o quadro era apresentado pelo Youtuber Júlio Cocielo, Lucas Selfie e Felipe Castanhari, os apresentadores convidavam outros Youtubers para o Quadro.

### 5.ª temporada (2016)
A temporada estreia em 31 de janeiro com novos integrantes. Retorna Fabio Rabin que fez parte do programa entre 2007 e 2009 ainda na Rede TV! e sai o comediante e deputado federal Tiririca. Junto com Rabin, Lucas Salles, ex-repórter do programa CQC. Foi confirmado também o youtuber Júlio Cocielo. No primeiro programa anunciaram que teria uma surpresa, a surpresa foi a modelo Aline Riscado como a nova integrante da atração. Quem também deixa o humorístico é Eduardo Sterblitch, no programa desde 2012.
Em 20 de dezembro de 2016, é anunciada uma troca na direção do programa: Alan Rapp deixa a atração após 13 anos e foi substituído por Marcelo Nascimento, ex-diretor do SuperPop e do Muito+. Também foi anunciada a saída de Aline Riscado, repórter da atração. O programa foi reformulado por conta de várias derrotas em audiência para o Encrenca da RedeTV!.
O programa teve também a segunda temporada do quadro Bate ou regaça que após alguns episódios houve a saída de Felipe Castanhari do quadro após o Episódio com Whindersson Nunes.
Houve também a implementação de uma roleta que eram implementadas duas novas funções além do famoso soco, o Regaça que era implementado com quatro portas do desesperados, que em cada uma havia o desafio, além disso era também colocado o bônus onde quem ganhasse o bônus dava um soco e no final do programa podia escolher um desafio para alguém fazer.
O programa contava com o Lapela que era um personagem que batia nos jogadores que quebrava o microfone de lapela, que houve uma série drama após o programa com o Léo Stronda, que fez uma mini série do programa de Kleber Bambam X Léo Stronda o que fez no programa.
Um pouco após isso o quadro começou a ter mais problemas com o próprio Cocielo que queria ter mais autonomia no quadro e também poder dar entrevistas em outros canais como a Globo no Programa do Jô e na SBT no Programa Silvio Santos.
Também houve a seguinte questão na terceira fase começaram a deixar o programa mais falso, com mais drama o que atrapalhava os apresentadores que queria algo mais realista e menos falso, o que fez o programa do mesmo jeito estourar em audiência, com as máquinas de soco gigantes que faziam a pessoa cair numa piscina com enchimentos.
O quadro acabou se encerrando após Júlio Cocielo não renovar com a Band e focar em seu canal próprio no YouTube.

### 6.ª temporada (2017)

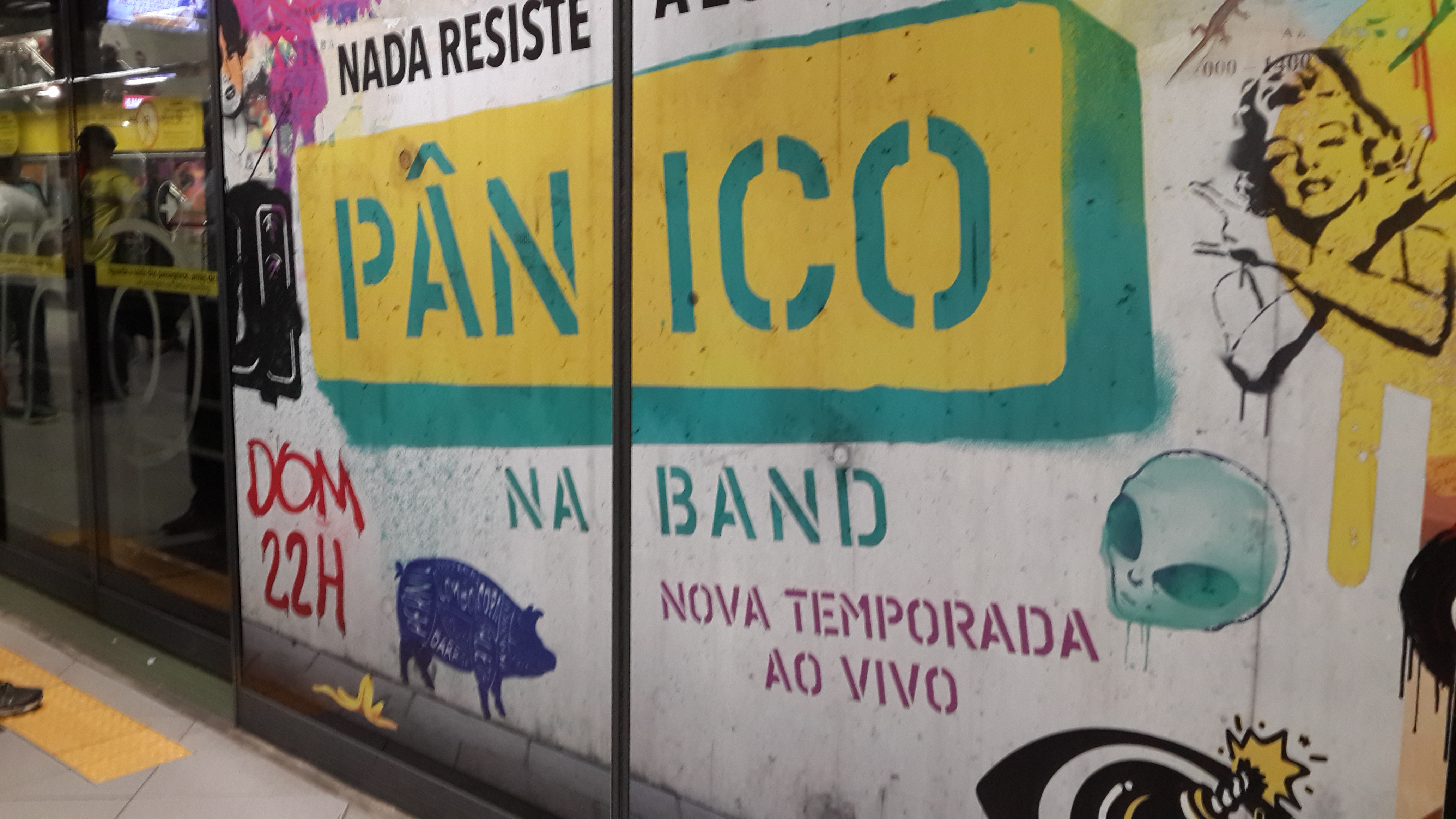
Anúncio da 6ª temporada do programa na estação Paulista da Linha 4 Amarela do Metrô de São Paulo.

A temporada estreou em 5 de fevereiro de 2017 com 4,4 pontos de audiência em SP.
O programa ganhou nova identidade visual e novo pacote gráfico e dois quadros alavancam a audiência e captação de novos talentos para o programa: "Tá no Lar" e "Master Trash", dois quadros que além do elenco do programa trazem novos convidados. No "Tá no Lar" são mostrados os micos e destaques da TV na semana com comentários do elenco e de convidados, principalmente Rogerio Morgado, Bruno Motta, Renato Tortorelli e Alex Paim. No Master Trash são criados novos personagens, principalmente por Igor Guimarães, Rogerio Morgado, Felipe Pontes, Bruno Motta e Vinicius Lima (o Zé Ninguém).
Em continuação da reformulação da atração iniciada em dezembro de 2016, em 24 de janeiro de 2017 foi anunciada a saída da Fernanda Lacerda, a Mendigata e que estava no programa desde 2014, mas ela retorna em maio. Ainda em fevereiro o humorista Gui Santana deixou o programa para assinar com a Rede Globo. Em 22 de fevereiro de 2017, a Band contrata o humorista Filipe Pontes, ex-RecordTV. Em maio ocorre mais uma baixa no elenco, desta vez de Mari Baianinha.
Em 11 de julho, o humorista Fábio Rabin anuncia sua saída do programa para se dedicar a shows de Stand Up Comedy e ao seu canal no YouTube. O lugar dele foi ocupado por Rogério Morgado, que integrava a equipe do Programa do Porchat na RecordTV.
Em 4 de setembro, o humorista Maurício Meirelles deixou o programa. Em 5 de setembro, o humorista Igor Guimarães é contratado para repôr a vaga deixada por Maurício Meirelles.
Em 11 de setembro, a panicat Carol Dias deixa o programa após 5 anos.
Ainda em setembro, estréia o Reality "Largagas e Peladas" , uma competição onde 9 panicats, divididas em 3 grupos, competiam peladas em uma ilha tendo as gagas como "rainhas". A vencedora, ou seja, a última a ser eliminada, ganharia um quadro no programa em 2018. Havia três grupos, compostos por uma panicat atual, uma ex-panicat e uma aspirante. Os grupos foram: Verde (Aline Mineiro, Thaís Bianca e Gabi Levinnt), Amarelo (Arícia Silva, Dani Bolina e Luara Lugli) e Vermelho (Wendy Tavares, Babi Rossi e Alessandra Pizza). A ordem de eliminação foi esta: 1ª  - Dani Bolina com 6 votos, 2ª - Gabi Levinnt com 4 votos, 3ª - Arícia com 5 votos, 4ª - Thaís Bianca com 3 votos, 5ª - Aline Mineiro com 3 votos. No sexto episódio, os times foram desfeitos e a competição passou a ser cada um por si, com as Panicats restantes. Depois da eliminação de Alessandra, feita por votação entre ex-participantes, Gabi Levinnt retornou ao Reality e Wendy Tavares foi eliminada com 2 votos no episódio de 3 de dezembro (último episódio exibido). O nome da vencedora (Babi, Gabi ou Luara) não foi divulgado.
Após surgirem vários boatos entre setembro e outubro na imprensa de que o programa iria terminar, fora em outubro que a Band anunciou que 2017 seria, de fato, a última temporada do Pânico na Band por conta da crise de audiência do programa. Mesmo sendo o maior Ibope nacional da Band e um sucesso nas redes, o canal alegou que a decisão fora tomada devido os custos altos, faturamento baixo e audiência abaixo do esperado. Negociações foram iniciadas com SBT e RecordTV para a continuidade do projeto, mas ambas não foram adiante.

## Controvérsias

### 2012
- Por meio de uma decisão judicial tomada pelo desembargador Vito Guglielmi, do Tribunal de Justiça do Estado de São Paulo, nenhum dos integrantes do Pânico poderia se aproximar do apresentador Silvio Santos. A distância máxima de aproximação foi de 100m.[39] Além disso, também ficou vedada a imitação do "dono do Baú", que já foi um dos carros-chefes do programa com a interpretação de Wellington Muniz, o Ceará.[39] A principal motivação que teria feito Silvio Santos a iniciar uma demanda contra o Pânico na Band teria sido um aborrecimento com uma dublagem feita. O programa colocou na boca de Sílvio um palavrão que ele não teria dito.[40] No entanto, a Band tentou reconciliar o Pânico com Silvio Santos junto ao SBT, mas o apresentador recusou tirar a ação.[41] Em 21 de fevereiro de 2013, a Justiça de São Paulo determinou de vez que os integrantes do Pânico não poderiam fazer mais uso da imagem de Silvio Santos, bem como se aproximar dele, sob pena de multa de R$ 100 mil.[42][43] Antes disso, o programa já havia usado a imagem do apresentador na estreia da sua segunda temporada.[6][44]
- Em 24 de junho de 2012, o programa fez uma simulação de um enterro do personagem vivido por Ceará, mostrando que não iriam mais imitá-lo.[45] Em resposta à brincadeira feita pelos integrantes, Sonia Abrão respondeu com indignação à sua citação na morte do personagem. Segundo ela, a mesma perdeu seu pai na mesma semana e disse: "Meu nome em piada de velório é cruel!".[46] Um dia após a exibição, o SBT anunciou que estaria estudando uma nova ação contra a Band, já que segundo os advogados do SBT, o programa desrespeitou a ação judicial do desembargador Vito Guglielmi.[47] Com isso, a Band seria multada em cerca de 100 mil reais pelo descumprimento da multa e ainda por indenização por danos morais.[48] Os advogados do SBT decidiram não processar o programa, pois segundo eles, seria mais uma prolongação do assunto.[49]
- Após Silvio Santos, foi a vez do autor de novelas Walcyr Carrasco – atualmente da Rede Globo – a entrar com uma ação judicial contra o programa humorístico. A decisão foi tomada pelo autor após o programa fazer uma brincadeira, e criar o personagem "Walcyr Churrasco" (interpretado por Evandro Santo). O autor obteve liminar da desembargadora Elisabete Filizzola, da 2ª Câmara Civil, do Rio de Janeiro, que proibiu que o programa Pânico na Band faça a imitação. Além disso, os humoristas não poderiam se aproximar do autor sob pena de multa de R$ 50 mil.[50]
- Outra polêmica foi o da ex-panicat Babi Rossi raspar o cabelo ao vivo no programa. Depois do ocorrido, houve muita repercussão na mídia e em redes sociais. Usuários do Twitter manifestaram revolta argumentando: "Tanta gente perdendo cabelo por causa de doença, e outros tirando por audiência, passou do limites, sem mais".[51] Tudo começou quando o programa abriu uma enquete nas redes sociais perguntando se a Panicat deveria cortar o cabelo como o do humorista Marcelo Tas ou ao estilo moicano do jogador Neymar. Chegada a hora, o apresentador do humorístico deixou à sua escolha, Babi escolheu a primeira opção, de cortar ao estilo de Marcelo Tas, logo depois um cabeleireiro apareceu no palco e prontamente cortou seu cabelo deixando-a careca.[51][52]

### 2013
- Em 17 de fevereiro de 2013, na estreia da sua segunda temporada na emissora nova, a trupe usou a imagem de Silvio Santos e fizeram uma paródia do apresentador levantando de um caixão e caminhando até o palco do programa, onde todos do elenco estavam fantasiados de Silvio Santos. A Band teve que pagar uma multa para o SBT por ter usado a imagem sem qualquer tipo de permissão. Pouco tempo depois, o Ministério Público autorizou o programa a imitar e usar novamente a imagem de Silvio Santos porém o elenco não se mostrou interessado. O real motivo do processo do dono do SBT seria uma dublagem feita colocando um palavrão na boca do apresentador, a perda de audiência de seu programa para o Pânico na Band, ou ele estaria chateado com o elenco do programa por ter ido para a Band e não ao SBT como ele queria.
- Em 31 de julho de 2013, a telespectadora Graziele Consentini entrou ao vivo no programa Fala que Eu Te Escuto através do Skype para comentar sobre a obesidade infantil. Enquanto dava seu depoimento, seu primo apareceu no vídeo mostrando as nádegas. No dia 4 de agosto o Bispo Clodomir Santos Líder da Igreja Universal disse que os jovens de hoje em dia são influenciados pelo Pânico na Band. Em nenhum momento ele cita o nome do programa, mas fica claro de notar no depoimento.

"Esses bobões, quem embora tenham idades, que são influenciados por alguns programas de TV, que vão usar o que aconteceu aqui para provocar risadas, ou para dar audiência. Esses programas, que 'se é' que podem ser chamados de "Programas". No final do comentário, ele cita o nome do programa da Band: "Essa nova geração são os filhos do ‘Pânico’, fazem tudo para denegrir a imagem dos outros".
- O líder religioso Valdemiro Santiago 'amaldiçoou' o programa e fez duras críticas a atração. “Eu não preciso de vocês, eu uso minha fé. Vocês têm de me usar, usar meu nome, usar minha voz para ter audiência”.

### 2014
- Em 1 de agosto a atriz da Rede Globo Luana Piovani foi abordada pelo repórter Vesgo com um buquê de flores na praia do Leblon. A atriz usou seu Facebook em 2 de agosto para ameaçar processar o humorístico. Ela disse: "Dependendo do que for exibido naquele lixo de programa, amanhã mandaremos notificação e entraremos com ação judicial contra a Band"; a atriz ainda chamou os integrantes do Pânico de "infames lazarentos" e avisou que nenhum deles iria "tirar onda" com ela.[53] Essa não foi a primeira vez que a atriz e o humorístico se desentenderam. Em 2008, Piovani e seu ex Dado Dolabella processaram o programa, no caso de Luana, pelas tentativas do humorístico de entrevistá-la no quadro Sandálias da Humildade.[54]
- Após o Mineiraço e o encerramento da Copa do Mundo FIFA de 2014, a equipe do Pânico na Band começou a perseguir o técnico Luiz Felipe Scolari - Felipão, começando com a equipe em frente à casa do treinador, tentando contato com ele. Irritado na ocasião, Felipão chegou a discutir com um dos integrantes do Pânico. Uma das outras tentativas foi durante um voo para Porto Alegre, o treinador teve de aguentar brincadeiras e provocações de integrantes iniciadas no aeroporto em São Paulo e foram prolongadas dentro do avião, pelo personagem Impostor. Após a decolagem, Felipão ouviu Impostor e parte da equipe do Pânico tentarem puxar músicas provocativas ao técnico, incluindo o hino nacional, mas os passageiros não entraram na provocação e a equipe do programa ouviu uma bronca do comandante da aeronave para encerrar a brincadeira: “As aeromoças avisaram o comandante, que pediram que respeitassem a privacidade dos passageiros", relatou o assessor do técnico Acaz Felleger ao jornal O Estado de S. Paulo. Após o pouso em Porto Alegre, Daniel Zukerman, o Impostor, pediu desculpas a Felipão pelas brincadeiras e pediu para que ele desse uma entrevista ao programa. Sem ouvir nenhuma resposta do treinador, ele insiste pedindo ao menos um recado para a torcida brasileira e chega a chamar um dos passageiros para fazer uma pergunta ao treinador. Descontente com a situação, Felipão não respondeu e levantou de seu assento para evitar o humorista.[55] Este quadro foi alvo de críticas, o jornalista Cosme Rímoli do portal R7, criticou as atitudes do Pânico, "Luiz Felipe Scolari não é um bandido. É um treinador de futebol que fracassou na Copa de 2014. Como venceu em 2002. Não merece ser humilhado pela equipe do Pânico. Aliás, ninguém merece…"[56]

### 2015
- Durante a exposição anual da Comic Con Experience, o programa enviou como repórteres Lucas Maciel e Aline Mineiro, fantasiados à caráter para fazer a cobertura do evento, fazendo entrevistas com seus participantes.[57][58] Em uma das entrevistas feitas pelo programa, uma participante do evento, que estava fazendo um cosplay da personagem Estelar, de Jovens Titãs, foi lambida por Lucas.[57][58] A participante, que se sentiu ofendida, escreveu em sua conta pessoal do Facebook um relato pessoal sobre o ocorrido, com xingamentos e ofensas à equipe do programa, o que fez com que o caso se repercutisse pela internet.[59][60] O site organizador do evento, Omelete, hospedado pelo UOL, divulgou no dia seguinte uma nota de repúdio ao programa, proibindo a sua participação no evento.[57][58][61] Após esta polêmica, foi criada uma petição virtual para tirar o programa do ar e em 8 dias conseguiu 37 mil assinaturas.[62]

### 2016
- No primeiro episódio da 5° temporada houve uma briga entre Solange (uma das integrantes do quadro "Gagas de Ilhéus") com a maioria do elenco ao vivo.
- Antonia Fontenelle processou o programa por ter seu telefone pessoal divulgado. Em Dezembro de 2016, o juiz Rogério de Camargo de Arruda deu causa a atriz e a emissora foi condenda a pagar indenização de R$ 50.000,00 e foi proibida de citar o nome e não pode fazer qualquer referência a Antonia Fontenelle em toda a programação.[63]
- A participante expulsa do BBB16, Ana Paula, concedeu uma entrevista ao programa. Porém, como tinha contrato de exclusividade com a Rede Globo durante seis meses, ela não poderia dar entrevista a outras emissoras nesse período. A emissora carioca não soube que medidas tomar contra Ana, já que, por causa da legião de fãs que conquistou no reality, ela não podia levar uma dura penalização.[64]

## Recepção

### Audiência e repercussão
Em sua estreia na Band, a atração marcou 11 pontos de média, com pico de 14 e share (número de televisores ligados) de 17%. Uma audiência seis vezes maior do que a emissora vinha conquistando até então, gerando muita repercussão, principalmente nas redes sociais como o Twitter onde foi um dos assuntos mais comentados. No primeiro programa, foram reveladas parte das novas Panicats, onde cada uma estava com uma máscara no rosto, até que todas fossem apresentadas ao público. Somente no seu segundo programa, foi revelado todas as integrantes: Jaque Khury, Aryane Steinkopf, e Nicole Bahls. As antigas Panicats, foram demitidas. Das antigas, somente Babi Rossi permaneceu. Um tempo depois, Nicole Bahls retornou ao programa.
Em 22 de abril de 2012, o humorístico registrou seu primeiro recorde de audiência. Alcançou por alguns minutos 16 pontos no IBOPE, chegando a liderar por 32 minutos, porém na média geral, fechou com dez pontos ocupando o terceiro lugar atrás da Record e Globo. O motivo que explica essa alta, foi neste dia a panicat Babi Rossi ter raspado o cabelo ao vivo no programa, o que gerou muita repercussão na mídia e chegou a ser um dos assuntos mais comentados nas redes sociais.
Depois foi perdendo audiência, e a recuperou no início da temporada de 2013. O Pânico na Band era um programa cheio de bordões e personagens famosos que viraram "memes" na internet, como o bordão "Corta pra 18" do personagem "Marcelo Sem Dente", "Mais ou menos..." do "Poderoso Castiga" e o do personagem sátira do Boris Casoy "Boa Noite" (na temporada 2012). Mas no segundo semestre de 2013 o programa despencou na audiência; em seus primeiros programas na Band, o humorístico disputava o primeiro lugar do IBOPE, na casa dos 10 pontos, mas devido ao fim do quadro "A Turma do Marcelo Sem Dente", o programa perdeu a metade do público, ficando na casa dos 5 pontos. Quando era da Rede TV!, o programa sempre disputava a primeira colocação com a média de 8 a 10 pontos na audiência; antes do fim, disputava a quarta colocação, ficando apenas a frente do Teste de Fidelidade da mesma Rede TV!, que marcava apenas entre 1 e 2 pontos.
Entre 2014 e 2017, o "Pânico" enfrentou sua pior fase de audiência. O humorístico marcava uma média de 5 a 6 pontos, brigando pelo quarto lugar na Grande São Paulo, e veio caindo cada vez mais, sendo incomodado pela Rede TV! no horário, pelo humorístico Encrenca.
Em seu último programa ao vivo em 17 de dezembro de 2017, o Pânico fechou como maior Ibope nacional da emissora, marcando 4,2 pontos de média no Painel Nacional de Televisão. O maior índice da atração foi em Belém, onde marcou incríveis 9,6 pontos. Outros bons números foram obtidos em Fortaleza (7,2), Porto Alegre (5,9), Goiânia (4,9), Recife (5,1) e Vitória (5,4). Porém, baixos índices foram atingidos no Rio de Janeiro (2,8), Campinas (3,5), Salvador (2,8) e Belo Horizonte (2,8).
Em 31 de dezembro de 2017, o último episódio do programa registrou sua pior audiência desde sua estreia marcando 0,9 pontos. 

### Críticas
Em 2012 a redação da Veja disse que "por carência de boas piadas, ou mesmo por puro mau gosto, o programa Pânico aposta em baixarias e bizarrices para chamar a atenção dos telespectadores nas noites de domingo." Em 2013 foi publicada uma crítica no R7 dizendo: "Confesso que não tenho mais paciência para ver o Pânico na Band. Mesmo quando ainda estavam na RedeTV!, seus humoristas já davam sinais que tinham perdido a mão, desandado para o esculacho raso, um tipo de humor fácil, mas pobre." Em 2014, Diiego do Famosos na Web disse que "o Pânico na Band tinha chegado à beira do ridículo".

## Equipe

### Equipe musical
| Nome             | Cargo             | Período     |
| ---------------- | ----------------- | ----------- |
| Banda Viva Noite | Banda do programa | 2012 - 2017 |

### Equipe de produção
| Nome                       | Cargo                             |
| -------------------------- | --------------------------------- |
| Marcelo Nascimento         | Diretor-geral                     |
| Topogiggio                 | Diretor de Criação                |
| Amanda Stys                | Produtora executiva               |
| Diego Guebel               | Diretor de conteúdo e programação |
| Marcelo "Bolinha" Picon    | Produtor Diretor de externas      |
| Luiz Afif                  | Diretor de externas               |
| Raffaela Sorrentino        | Coordenadora de Produção          |
| Bruna Ribeiro              | Produtora                         |
| Marcelo "Avestruz"         | Produtor                          |
| Maíra Tatamiya             | Produtora                         |
| Renata Reis                | Produtora                         |
| Bruno Lemela               | Produtor                          |
| Letícia Gazani             | Produtora                         |
| Fernanda Cyon              | Produtora                         |
| "Tutu" Fazan               | Produtor                          |
| Daniel Blake               | Produtor                          |
| Alexandre Andrade          | Produtor                          |
| Leandro Oliveira           | Coordenador de Redação            |
| Daniel dos Santos          | Assistente de Redação             |
| Arthur Tonon               | Estagiário de Redação             |
| Ciro Botelho               | Roteirista                        |
| Bernardo Penteado          | Roteirista                        |
| Beth Moreno                | Roteirista                        |
| Vitor Fernandes            | Assistente de Produção            |
| Keke Toledo                | Consultor Criativo                |
| Nicholas Fettback          | Coordenador Criativo de Edição    |
| Marcelo Gaspar (Lelo)      | Editor                            |
| Marina Alves               | Editora                           |
| Leonardo Valentim (Eskilo) | Editor                            |
| Henrique Moreira           | Editor                            |

## Quadros

### Temporada 2012
- Jornal do Boris
- Spring Break
- Tucano Huck e Vesgo nas Festas
- Programa Amaury Dumbo
- Curiosidades da Internet
- Eu Preciso de um Companheiro
- Avenida Barril
- Save George
- Pânico Futebol Clube
- Joguin da Verdade
- Musas da Band
- O Maior Arregão do Mundo (fase 1 e 2)
- Academia de Panicats
- Ajudando a Família Para Nossa Alegria
- Troféu Joel Santana
- FaceTruque
- Afogando o Ganso
- Prainha Gente Fina
- O Impostor
- Ursinho Chapadão

### Temporada 2013
- Panicats Ricas
- A Turma do Marcelo Sem Dente
- A Turma do Didi Mais Cedo
- Ixxxkenta
- Quem Ri se Ferra
- O Inconveniente
- Verdade ou Mito?
- Mundo Animal
- Sabrina Sato (entrevistas)
- Semana em Pânico
- O Impostor: Reportagens Pelo Mundo
- Mil Lugares Para Conhecer se Quiser Morrer
- Propaganda em Pânico
- Pânico Testes
- Funk Zica da Comunidade/Funk Ostentação
- Alfinete - Repórter
- Vesgo - Repórter
- Narrando o Clipe
- Evandro Santo - Repórter
- Luan Sacana e Gustavo Lindo
- Vovó Vida Loka
- AIkesperança/Eike de pobre a nobre
- Pânico Santana
- A Praça É Grossa
- MTGUI
- Patrulha da praia
- Fodastico
- Poderoso
- The Coice Brasil
- A Vingança dos Beagles
- Programa do Jô Suado
- Bola e Bolinha
- Independência ou Morte

### Temporada 2014
- Pânico na Ilha
- Fazendinha Maldita
- The Vodka Brasil
- Poderoso Responde
- Mendigata
- Pânico na Onda
- Pagode da Ofensa
- Mari Baianinha
- Debate do Pânico
- Copa Libertadores do Humor
- Eu sou Mais Engraçado que o Ié Ié
- Emprego em pânico
- Jornal Dos Dois Echás
- Severino e Cavalcante
- Pânico Testes
- Histórias Confusas
- Vídeo Sou
- Humor e Sexo
- The Voisé
- Talk show nas Alturas
- Vovôzinho Chapadão

### Temporada 2015
- O Sonho de Melody
- Pânico Festas
- A Igreja do Poderoso
- Master Jegue
- Futebol em Pânico
- Agnaldo Te Mostro
- Apagão
- Eletrocutados com Raul Zil
- Gugu vs. Ratinho
- Patrick Maia
- Mendigo e Mendigata
- Master Drag
- Sistema Trapaceiro de Televisão
- Piadas de Tiozão
- I Love Quandodáibopolis
- Aprendiz do Impostor
- Hotel Fantasma
- Fale qualquer coisa
- Vesgo e Tucano Huck
- TV Talibã
- Caipiroto
- Locutor de Senhas
- Hora do Abate
- Domingão do Fausão
- Panicat's show
- Rei Drogado
- Pego ou Não Pego
- Pânico on the beach
- As coisa gozada do sem dente
- KGAME SHOW
- WhatsApp Deselegante
- Afogando o Ganso
- Acasala Show
- Fazendo as pazes com o sucesso
- Game of Compras
- Gugu na minha cela
- Mari Baianinha
- Trolagens
- Pânico Racing
- Pânico Macabro
- Treta da Semana
- Os mandamentos da tv
- Tiririca Idol
- Microfone Pesado
- Christian Pior e Amanda Ramalho
- Panicats com Bola e Bolinha
- Microfone Fedido
- O freela ou frila da fama
- Panico's Chef
- Mcs Mirins
- Pior Não Fica
- Universitários em Pânico
- Figuraças da Internet
- Bola Nas Costas
- Bate ou Regaça
- Fazendo as pazes com o sucesso
- As gagas de ilheus
- Apagão

### Temporada 2016
- Afogando O Ganso Racing
- O Quarto do Pânico
- Wesley Veadão
- O Passageiro
- Bate Ou Regaça - Fase 2
- Táxi Metrossexual
- O mundo Segundo Os Portuguêses
- Camarote Da Bicharada
- Turbina A Minha Carroça
- Bella Coisinhas
- Universitários Em Pânico
- Silvio E As Gagas De Ilheus
- Beija Saco
- A Riscado
- Master Ré
- A Ilha
- Perrengue Do Amor
- Musa Das Olimpíadas
- O Drama De Lapela
- Pânico Trollagens
- Webbullyng
- Os Dez Mandamentos
- Botecão Do Pânico
- Relação Premiada
- Consciência Alcoólica
- Pânico Eventos
- Famosos Em Pânico
- Youtubers Do Pânico
- Cospe Ou Engole Show
- E Agora Dilma?
- Café Com A Presidente
- O Japonês Da Federal
- Pânico Entrevista
- Super Nani X Lili
- Treta Da Semana
- O Homem Mais Forte: Monstro X Mutante
- Pânico Homenagens
- Risadária Em Pânico
- Trollagem
- Ao Prof. Raimundo Com Carinho
- Bate Ou Regaça Especial Team Monstro VS Team Mutante
- O Homem Mais Forte: Libanês X Mohai
- Bate Ou Regaça - Fase 3
- Pânico Musiquinhas
- O Robert
- Emporradamento Feminino
- Programa do Porchat Fake
- Ernesto, El Xavequeiro
- Dramaturgia Pablo Escobar
- Bel Pesca
- Pânico Na Política
- Uma Crush Para Christian Figueiredo
- Pânico Especial
- Aline Riscado Em Busca Das Panicats
- Duelo Sertanejo
- Jogos Mortais
- Talk Shows Em Pânico
- Palhaços Macabros
- Bambam X Gabi
- Pânico Retrô
- Desafio Do Peão
- Boa Noite Com Danilo Gentil
- Adnóia
- Programa Do Porchato

### Temporada 2017
- Volta Melody
- Prison Eike
- Ta no Lar
- Banheiro em Pânico
- Eu Duvido
- Churras do Sem Dente
- Silvio e as Gagas
- Zé Pequeno do Povo
- Zé Pequeno Anão
- Desempregagas
- Mitadas do Bolsonabo
- Pânico Trollagens
- Webbullyng
- Pânico Reload
- Quarto do Pânico
- Pânico Festas
- Pânico na Sua Casa
- Em Busca da Novinha do Funk
- Pânico Testes
- Duelo Sertanejo
- Pânico Na Política
- Pânico Entrevista
- Treta da Semana
- Pânico nas Redes
- Turminha do Barulho
- Tá no Lar
- Master Trash
- Panicat Fight
- Largagas e Peladas (Reality)
- Brasileirão de Gemidão
- Poim na Tela

## Prêmios e indicações
| Ano  | Prêmio                    | Categoria                               | Resultado |
| ---- | ------------------------- | --------------------------------------- | --------- |
| 2012 | Meus Prêmios Nick         | Humorista Favorito (Eduardo Sterblitch) | Venceu    |
| 2012 | Prêmio Extra de Televisão | Melhor Programa ou Série de Humor       | Indicado  |
| 2012 | Prêmio Extra de Televisão | Melhor Maquiagem                        | Indicado  |
| 2013 | Meus Prêmios Nick         | Humorista Favorito (Eduardo Sterblitch) | Indicado  |
| 2013 | Prêmio Extra de Televisão | Melhor Programa ou Série de Humor       | Indicado  |
| 2013 | Prêmio Extra de Televisão | Melhor Maquiagem                        | Indicado  |
| 2013 | Prêmio Rock Show          | Programa de TV                          | Venceu    |
| 2013 | Troféu Imprensa           | Melhor Programa Humorístico             | Indicado  |
| 2013 | Troféu Internet           | Melhor Programa Humorístico             | Venceu    |
| 2014 | Prêmio Extra de Televisão | Melhor Maquiagem                        | Indicado  |
| 2014 | Troféu Imprensa           | Melhor Programa Humorístico             | Indicado  |
| 2014 | Troféu Internet           | Melhor Programa Humorístico             | Indicado  |
| 2015 | Meus Prêmios Nick         | Humorista Favorito (Eduardo Sterblitch) | Indicado  |
| 2015 | Troféu Imprensa           | Melhor Programa Humorístico             | Indicado  |
| 2015 | Troféu Internet           | Melhor Programa Humorístico             | Venceu    |
| 2016 | Troféu Imprensa           | Melhor Programa Humorístico             | Indicado  |
| 2016 | Troféu Internet           | Melhor Programa Humorístico             | Indicado  |
| 2017 | Troféu Imprensa           | Melhor Programa Humorístico             | Indicado  |
| 2017 | Troféu Internet           | Melhor Programa Humorístico             | Indicado  |